# Dagie Brundert

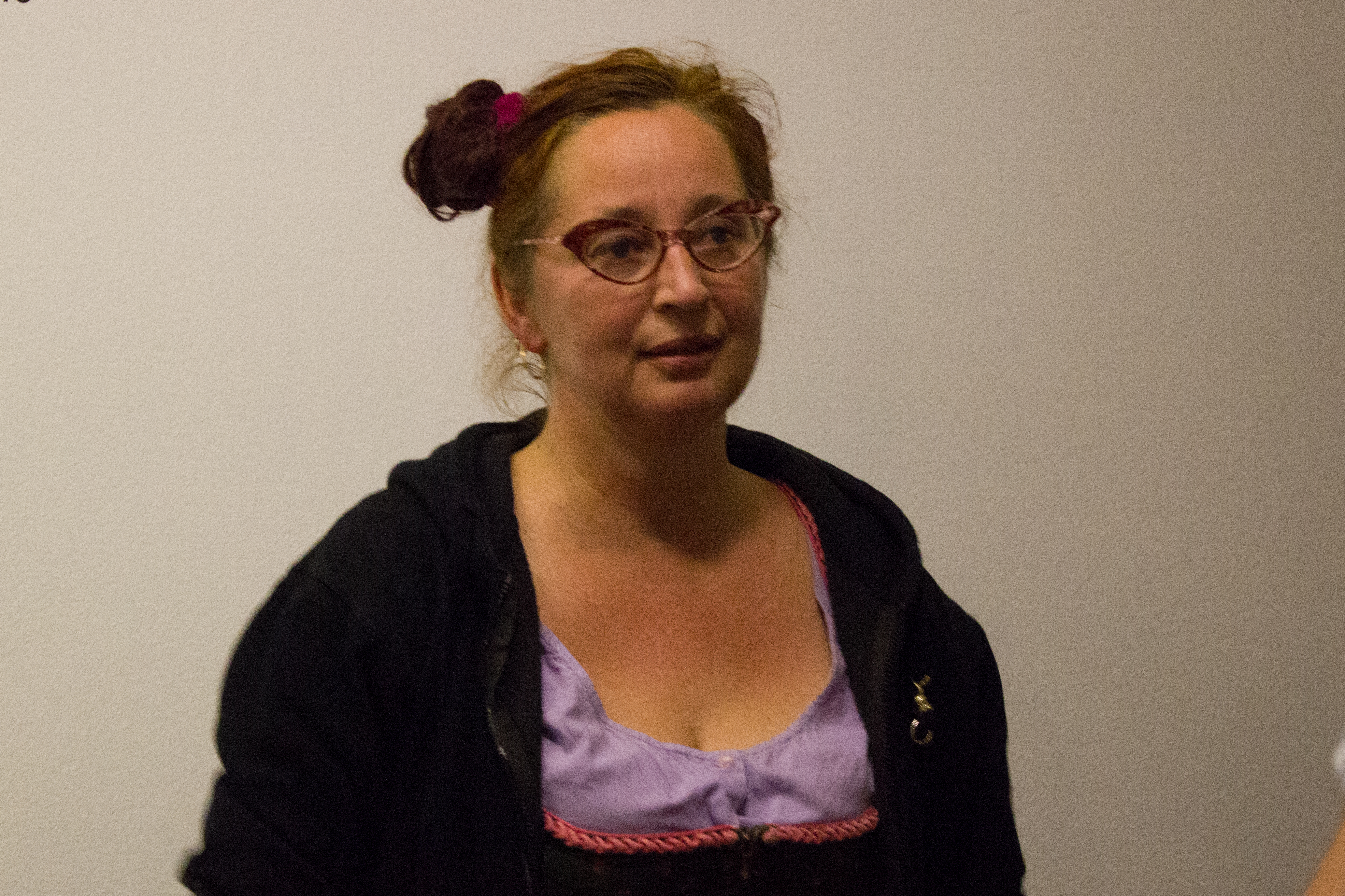
Dagie Brundert (2015)

Dagie Brundert (* 1962 in Ostwestfalen) ist eine deutsche Super-8-Kurz- und Experimentalfilmerin. Sie war auf internationalen Filmfestivals vertreten.

## Leben
Dagie Brundert studierte Visuelle Kommunikation und experimentelle Filmgestaltung in Krefeld und an der Hochschule der Künste Berlin.
Sie arbeitet seit 1987 ausschließlich mit einer Nizo Super-8-Schmalfilmkamera, mit der sie zahlreiche experimentelle Filme unterschiedlicher Länge schuf. Ihre Filme entwickelt sie in Substanzen wie Caffenol, Seetang, Rotwein, Bier, Erdbeer oder Holunderblüten. Ihre erste Produktion von 1988, der Animationsfilm 23 Barbiepuppen kippen um, wurde auf dem Internationalen Filmfestival in Rotterdam aufgeführt. 1994 gründete sie das Filmemacherinnen-Kollektiv „Freie Berliner Ischen“ (FBI), mit dem sie Super-8 Film-Shows veranstaltet. Zusammen mit Gabriele Kahnert drehte sie 2007 ihren ersten langen Dokumentarfilm: Calexico Next Exit ist ein Roadmovie, das einer Gruppe leidenschaftlicher Fans der amerikanisch-deutschen TexMex-Band Calexico folgt. Im Mittelpunkt steht laut Wilfried Hippen nicht die Band, sondern „es wird versucht, der Wirkung ihrer Songs nachzuspüren“. 2017 wurde der Film auf dem Hamburger Musikfilmfestival Unerhört! im Wettbewerb präsentiert.
Sie ist Mitgründerin des Comic-Verlags Jochen Enterprises.

## Filme (Auswahl)
- 23 Barbiepuppen kippen um, Animation (1988), International Film Festival Rotterdam
- Die Salzfrösche vom Hiddensee, Kurz-Spielfilm (2002), Internationale Kurzfilmtage Oberhausen
- Calexico Next Exit, Dokumentarfilm (2007, 85 Min.), Dokumentarfilmwoche Hamburg 2008;[9] Hamburger Musikfilmfestival 2017
- Bin ich reich? Bin ich reich? Bin ich reich? Kurzfilm (2015), im Wettbewerb des 32. Kurzfilm-Festivals Hamburg[10]
- Katzenlotto, Kurz-Experimentalfilm (2017), Internationales Frauenfilmfestival Dortmund/Köln
- Widerstand, Kurz-Spielfilm (2017), Internationales Kurzfilm-Festival Hamburg

## Preise
- 1998: Erster Preis der Jury in der Kategorie ‚No Budget‘ für Schmetterlingsküsse, Internationales Kurzfilm-Festival Hamburg[11]
- 1999: 3sat-Award für Ja ja die schönste auf der Welt ist meine Bar (Did you Happen to See the most Beautiful Bar in the World), Internationale Kurzfilmtage Oberhausen[12]
- 2006: Lifetime Achievement Award für Super 8 Filme, Images Festival Toronto
- 2021: Dritter Platz im Wettbewerb um die Goldene Kurbel für Die Selbstheilung meines Fahrrades auf dem 16. International Cycling Film Festival

## Stipendien
- 2008 und 2013: Artist in Residence im Echo Park Film Center, Los Angeles.[13]
- 2012: Artist in Residence der Liaison of Independent Filmmakers of Toronto (LIFT) und des Goethe-Instituts in Toronto.[14]

## Ausstellungen (Auswahl)
- 2023: Kiss the Moment – Von Wurmlöchern und Swingchronizitäten im Bilderuniversum Dagie Brunderts silent green Berlin[15]